# فلسفه مکانیکی
فلسفه مکانیکی (به انگلیسی: Mechanical Philosophy) مکتبی است فلسفی که در آن گیتی به مثابه دستگاه مکانیکی عظیم تصویر می‌شود که در آن طبیعت باید بر پایه قانون‌های علت و معلولی تفسیر شود. این مکتب بیشترین رشد خود را میان ۱۶۲۰ تا ۱۶۵۰ در دوران انقلاب علمی اروپا دید؛ هنگامی که به عنوان شاخه نوینی به فلسفه طبیعی افزوده شد. فیلسوفان این مکتب باور داشتند که همه نمودهای طبیعی را می‌توان به دیده حرکت‌های فیزیکی اجسام و سامانه‌های پیچیده (شامل جانوران) نگاه کرد که هر یک با قانون مشخص فیزیکی به حرکت در می‌آیند؛ ایده‌ای که به نوعی جبرگرایی تعبیر می‌شد.
بعضی اندیشمندان در یونان باستان نیز دیدگاه‌های مشابهی داشتند که بر پایه‌شان، جهان را می‌توان به قواعد مکانیکی کوچک کاهش داد که شامل حرکت و برخورد مواد با هم می‌شود. چنین ایده‌ای در ارتباط نزدیک با ماده‌باوری و تقلیل‌گرایی، به ویژه بارهای پیروان مکتب اتم‌گرایی و تا حد زیادی رواقی‌گری بود.
از جمله نامدارترین فیسوفان فعال در زمینه فلسفه مکانیکی می‌توان به پیر گاسندی، مارین مرسن، رنه دکارت، تامس هابز، آیزاک بکمان و آیزاک نیوتن اشاره کرد.

## نقدها
بررسی فلسفه مکانیکی نشان می‌دهد که این نگرش هر چند شامل طیف وسیعی از داده‌های مفید مشاهده‌ای و اصولی است اما به طور شایسته‌ای جهان و اجزای آن را مورد تبیین قرار نداده است و نقاط ضعفی در تعاریف آن وجود دارد. از جمله انتقاداتی که در مورد این فلسفه شده، عبارتند از:
- کارشناسان مطالعات دینی از اینکه در این فلسفه به نظر می‌رسد مداخله خداوند در تدبیر جهان غیر ضروری است، انتقاد کرده‌اند.[۴][۵]
- فلسفه مکانیکی نیوتن با تمام آثار مثبتی که در زندگی انسانها داشت  نهایتا منجر به دادارباوری می‌شود.[۶]
- یک جهان‌بینی راکد است که نمی‌تواند عنایت و حضور مستمر خداوند در جهان را تبیین نماید.[۷]
- در اوج این فلسفه به خداوند به عنوان یک طراح ماهر نگاه شده و برای او ساختار ذهنی و اخلاق انسانی تصور شده است.[۸]
- اینکه خداوند جهان را مانند ساعتی کوک کرده و آن را به حال خود رها کرده است با خدای کتاب مقدس که هر لحظه در حال مداخله مستقیم و بی‌واسطه در امور جهان است تعارض آشکار دارد.[۹]
- این فلسفه مفاهیمی نظیر جوهر، عرض، ماده، صورت، قوه و فعل که در هستی‌شناسی کاربرد دارند را کنار گذاشته و دخالت امور ماورایی در تدبیر این جهان را نفی می‌کند.[۱۰]
- این فلسفه در تبیین تجارب معنوی بشر و ساحتهای غیر مادی جهان ناتوان است.[۱۰]